# Achyrolimonia neonebulosa
Achyrolimonia neonebulosa là một loài ruồi trong họ Limoniidae.
</references> Loài này thường phân bố ở miền Cổ bắc và miền Tân bắc.